# Date Shigezane
Date Shigezane (伊達 成実?; 1568 – 17 luglio 1646) è stato un samurai giapponese della fine del periodo Sengoku e l'inizio del periodo Edo, appartenente al clan Date.
Shigezane era un figlio di Date Sanemoto ed era inizialmente conosciuto come Tōgorō. Era cugino di Date Masamune per parte di madre, e un cugino del padre Date Terumune di Masamune per parte di padre. Dopo essersi distinto nella battaglia di Hitadori (1585) gli fu assegnato il castello di Nihonmatsu e un reddito di 38.000 koku. Ebbe un ruolo considerevole nella sconfitta del clan Ashina nel 1589. Nel 1595, scontento per la sua ricompensa per la guerra Imjin, fuggì nel monte Kōya.
Nel 1600, durante la battaglia di Sekigahara, Uesugi Kagekatsu offrì a Shigezane un compenso esorbitante per diventare un vassallo del clan Uesugi, ma egli rifiutò dicendo "Non potrei mai diventare un vassallo." (Uesugi Sadazane, l'ultimo signore di Echigo della linea di sangue Uesugi, in passato voleva adottare il padre di Shigezane, ma il clan Date rifiutò. Se l'adozione fosse avvenuta, Shigezane sarebbe diventato il signore di Echigo dopo suo padre, e Kagekatsu, come uomo del clan Nagao, sarebbe stato un vassallo sotto il servizio di Shigezane).
Tuttavia Shigezane rientrò al servizio di Date Masamune nel 1600 e combatté nell'assedio di Osaka. Assieme a Oniniwa Tsunamoto e Katakura Kagetsuna era conosciuto come uno dei "Tre grandi uomini del clan Date".
Era famoso per la sua abilità nel combattimento.